# Bell Bottom Blues
«Bell Bottom Blues» es una canción del grupo británico Derek and the Dominos, publicada en el álbum de estudio Layla and Other Assorted Love Songs. La canción, compuesta por Eric Clapton y Bobby Whitlock, trata sobre el amor no correspondido de Pattie Boyd, por entonces esposa de George Harrison, a Clapton. Fue también publicada como sencillo, con el tema "Keep on Growing" como cara B, y alcanzó el puesto 91 en la lista estadounidense Billboard Hot 100. Una reedición del sencillo con el tema "Little Wing" como cara B llegó al puesto 78 en la misma lista.

## Trasfondo
«Bell Bottom Blues» fue grabada antes de que Duane Allman, guitarrista de Allman Brothers Band, se uniera a las sesiones de grabación de Layla, por lo que Clapton es el único guitarrista de la canción. La ausencia de un segundo guitarrista es compensada por el propio Clapton al tocar varias partes de guitarra. En la grabación, Clapton está respaldado por Bobby Whitlock al órgano, Carl Radle al bajo y Jim Gordon en la batería, la caja y la tabla. Whitlock también canta los coros.

## Composición
«Bell Bottom Blues» hace referencia a los bell bottom (en español: pantalones de campana), unos pantalones populares durante la época. Según Eric Clapton, la canción fue escrita para Pattie Boyd después de que le pidiese que le trajera unos pantalones de campana de los Estados Unidos. Clapton le compuso la canción, al igual que otros temas del álbum como "I Looked Away" y "Layla". Bill Janovitz de AllMusic tomó nota de la angustia en la voz de Clapton en el coro de la canción en contraste con el deseo sombrío que expresa en las distintas estrofas. Por otra parte, el autor Jan Reid destacó la voz de Clapton en la canción, destacando que su fraseo sugiere que a pesar del dolor que siente, las travesuras de la mujer le recerdan la "alegría de estar vivo".